# 高沖陽造
高沖 陽造（たかおき ようぞう、1906年4月25日 - 1999年10月15日）は、日本の文芸評論家、翻訳家。

## 略歴
広島県生まれ。正則英語学校卒業。1933年から西洋の文芸思想の紹介を始める。戦後は民主主義科学者協会に所属、マルクス主義芸術理論を研究、紹介した。

## 著書
- 『欧洲文芸の歴史的展望 ダンテからゴーリキイまで』（清和書店） 1934
- 『ニイチェと現代精神』（清和書店） 1935
- 『芸術学』（ナウカ社） 1936
- 『文芸思想史』（三笠書房、唯物論全書） 1936
- 『芸術学』（美瑛堂） 1937
- 『戯曲論』（霞ケ関書房） 1947
- 『芸術哲学』（山本書店） 1947
- 『欧洲文芸思潮史 ダンテよりジイドまで』（北斗書院） 1948
- 『美学』（季節社） 1948
- 『世界文学 ダンテからジイドまで』（評論社） 1949
- 『ニイチェ破壊より建設へ』（古明地書店） 1950
- 『芸術学小辞典 人間が芸術にもとめるもの』（厚文社） 1953
- 『悲劇論』（創樹社） 1994.1
- 『喜劇論』（創樹社） 1997.1
- 『治安維持法下に生きて 高沖陽造の証言』（太田哲男ほか編、影書房） 2003.6

## 翻訳
- 『ドイツ古典哲学の進歩性』（ハインリツヒ・ハイネ、栗原佑共訳、改造社、改造文庫） 1933
- 『ニイチエとジイド』（アンリ・ドラン、淀野隆三共訳、建設社） 1934
- 『キァンディド』（ヴォルテール、春陽堂） 1934、のち文庫
- 『装甲巡洋艦 海戦小説』（フランツ・シアウウェッカー、拓南社） 1942
- 『決戦下の健民厚生 ナチス国民厚生団(N.S.V)の戦時活動』（ハンス・ベルンゼー、国際日本協会） 1943
- 『世界政治宣伝史 シーザーよりガンディまで』（A・シュテゥルミンガア 、岡倉書房） 1943
- 『決戦下のドイツ婦人 銃後活動の全貌とその業績』（イルゼ・ブレツシユリーベ、国際日本協会） 1943
- 『売られた農民 ブラジル原始林における売られた兵隊の後日物語』（エルヴィン・ヘッス、国際日本協会） 1943
- 『国民科学としての文芸学』（ペェタァゼン、大観堂出版） 1944
- 『平和革命論』（レーニン、野坂參三編著、三和書房） 1946.9
- 『パンセ』（パスカル、白鳳書院） 1949
- 『エンゲルス芸術論』（マルクス、評論社） 1949
- 『トォマス・ミュンツァー 虹の旗をもてる男』（フリードリッヒ・ヴォルフ、創樹社） 1999.5